# Exobasidium flos-cavendishiae
Exobasidium flos-cavendishiae är en svampart som beskrevs av Kisim.-Hor. & L.D. Gómez 1998. Exobasidium flos-cavendishiae ingår i släktet Exobasidium och familjen Exobasidiaceae.   Inga underarter finns listade i Catalogue of Life.